# Autostrada A6 (Franța)
Autostrada A6 (supranumită autostrada Soarelui) este o autostradă care leagă sud-estul Parisului de Lyon, în Franța, traversând valea râului Saône. Este continuată de M6 și apoi de M7 la Lyon și, ulterior, de autostrada A7 pentru a ajunge la Marsilia.
Autostrada A6 este administrată de compania Autoroutes Paris-Rhin-Rhône. Are o lungime de 445 km. Face parte din drumurile europene E15, E21 și E60.
Ieșirile de pe autostrada A6 sunt foarte distanțate între ele (cu excepția aglomerațiilor Paris și Lyon), în timp ce, dimpotrivă, zonele de odihnă sunt foarte apropiate unele de altele.

## Istoric
Autostrada A6 a fost construită între 1953 și 1971:
- 1953: începutul construcției primului tronson între Paris și Le Coudray-Montceaux[2].
- 1960: „Autostrada Sudului” este inaugurată între Paris și Le Coudray-Montceaux (34 km).
- 1961: Este înființată SAPL (Société de l'autoroute Paris-Lyon). Primele lucrări de terasare pentru secțiunea Auxerre-Sud / Nitry încep în timpul verii, în apropiere de Saint-Cyr-les-Colons.
- 1963: Inaugurarea tronsonului Auxerre-Sud / Nitry, cu o lungime de 25 km. Această secțiune este inițial gratuită, dar interzisă vehiculelor de mare tonaj și autocarelor.
- 1964: Inaugurarea tronsonului Nitry / Avallon. Utilizarea porțiunii dintre Auxerre și Avallon devine cu taxă și este permisă pentru toate tipurile de vehicule motorizate. Aceeași reglementare se va aplica și restului traseului dintre Fleury-en-Bière și Limas, lângă Villefranche-sur-Saône. O porțiune gratuită este inaugurată între Le Coudray-Montceaux și Ury.
- 1965: Inaugurarea tronsonului Auxerre-Nord / Auxerre-Sud. O altă porțiune cu taxă este deschisă între Ury și Nemours.
- 1966: Inaugurarea variantei ocolitoare a orașului Villefranche-sur-Saône, cu o lungime de 12 km, care leagă Arnas la nord de Anse la sud.
- 1967: Inaugurarea tronsonului Nemours / Auxerre-Nord. Autostrada leagă acum Paris de Avallon pe o distanță de 210 km fără întrerupere. Această deschidere are loc cu puțin timp înainte de weekendul pascal. În timpul acestor zile de vacanță, un adevărat val de automobile invadează A6, provocând ambuteiaje majore și depășind cu mult recordurile de trafic ale vremii. Un număr foarte mare de locuitori ai regiunii pariziene profită de weekend pentru a merge la țară și, totodată, pentru a descoperi această nouă cale rapidă care leagă Parisul de Burgundia[3].
- 1969 : Inaugurarea tronsoanelor dintre Avallon și Pouilly-en-Auxois, precum și dintre Villefranche-sur-Saône și Mâcon-Nord. Deschiderea unei porțiuni gratuite între Anse și Limonest.
- 1970 : Ultima deschidere a unui tronson cu taxă între Pouilly-en-Auxois și Mâcon-Nord. Președintele Republicii, Georges Pompidou, inaugurează legătura autorutieră Marsilia- Lille, la zona de odihnă Savigny-lès-Beaune, situată la egală distanță între cele două orașe. O placă comemorativă marchează acest eveniment.
- 1971 : Finalizarea construcției autostrăzii A6 pe 8 decembrie, odată cu deschiderea tunelului Fourvière și terminarea axei Paris - Lyon (455 km).
- 1972 : Deschiderea autostrăzii A6b între Cachan și Le Kremlin-Bicêtre.
- 1975 : Compania SAPL devine SAPRR (Société des Autoroutes Paris-Rhin-Rhône).
- 31 iulie 1982 : Un accident de autocar la Beaune face peste 50 de victime. În urma acestei tragedii, se decide instalarea glisierelor centrale de securitate pe autostradă (inițial separată doar de o bandă vegetală fără barieră) și lărgirea la 2 × 3 benzi între Beaune și Lyon, apoi între Auxerre și Paris (cu excepția unei secțiuni de 30 km între A19 și A77, care rămâne la 2 × 2 benzi).
- 1997 : Încep lucrările de aducere la standardele de siguranță ale tunelului Fourvière, cu închideri frecvente pe timp de noapte.
- 2006 : Limitarea vitezei în tunelul Fourvière la 70 km/h (anterior era 90 km/h). Deschiderea nodului rutier Villefranche-Nord 31.1 pe 10 noiembrie, ora 16. Postul de taxare este complet automatizat.
- 2007 : Începerea automatizării taxelor pe timp de noapte în unele noduri rutiere.
- 2012 : Acoperirea autostrăzii A6b între Le Kremlin-Bicêtre și Arcueil.
- 2015 : Punerea în funcțiune a unei benzi rezervate autobuzelor și taxiurilor între L'Haÿ-les-Roses (A6) și Porte d'Orléans (ieșirea de pe perifericul interior). Drept urmare, breteaua A6a - perifericul exterior (direcția Porte de Gentilly, A4 (Metz-Nancy), A3 (Lille)) este închisă definitiv.
- 2015 : Deschiderea, la nord de Lyon, a conexiunii rutiere A466 între direcțiile sud ale autostrăzilor A6 și A46.
- 2015 : Finalizarea lucrărilor de regenerare a carosabilului la sud de Évry-Courcouronnes, prin fragmentarea și acoperirea dalelor de beton ale carosabilului original între RN 104 la nord și RN 37 la sud[4].
- 2017 : Porțiunea autostrăzii A6 de la ieșirea din Limonest până în centrul Perrache a fost declasată la statut de drum expres pe 1 noiembrie 2017[5].
- 2018 : La nord de Lyon, conectarea a 6 km dintre autostrada A89 și A6[6].
- 2020 : Cei 16 km de tronsoane ale autostrăzilor A6 și A7 care traversează Lyon și care au fost declasate în 2017 la statut de drum expres sunt transformați în bulevard urban sub denumirea de drum M6 și M7 (drum metropolitan 6 și 7)[5][7].

Cu o lungime de 445 km, A6 este a patra cea mai lungă autostradă din Franța, după A10, cu 557 km, A89, cu 544 km, și A4, cu 482 km.

## Gestionare
Între Paris și ieșirea 9, autostrăzile A6, A6a și A6b sunt administrate de DIR Île-de-France. Autostrada A6 este concesionată companiei APRR între ieșirile 9 și 33.

## Traseu
| De la A6a/A6b (Wissous) până la nodul rutier cu RN104-Est: secțiune gratuită, neconcesionată, administrată de DIR Île-de-France.   | |                             |
| Intersecție | Nod rutier între A6a, A6b și A6: Paris, Villejuif, Arcueil; Lille, Metz, Nancy, Créteil, Aeroportul Paris–Orly, Rungis, Antony, Versailles.                                                   | A6a A6b E15                 |
| A6 E15 | |                             |
| | Limitare la 110 km/h (sens Paris > Lyon). |                             |
| Intersecție | Nod rutier între A126 și A6: A10 Palaiseau, Massy (nod rutier parțial). | A126 A10                    |
| 4 - Wissous | Oraș deservit: Wissous (nod rutier parțial). |                             |
| 5 - Chilly-Mazarin | Orașe deservite: Chilly-Mazarin, Morangis, Longjumeau. | RD118                       |
| 6 - Savigny-sur-Orge | Orașe deservite: Savigny-sur-Orge, Épinay-sur-Orge, Morsang-sur-Orge, Sainte-Geneviève-des-Bois.                                                                                              |                             |
| | Limitare la 110 km/h (sens Lyon > Paris). |                             |
| 7 - Viry-Châtillon | Orașe deservite: Viry-Châtillon, Fleury-Mérogis (nod rutier parțial). | RD445                       |
| 7.1 - Grigny | Orașe deservite: Grigny, Ris-Orangis. | RD310                       |
| Intersecție | Nod rutier între RN104, RN440, RN441, RN449 și A6: A10 (Bordeaux, Nantes), Hipodromul Évry-Ris-Orangis, Courcouronnes, Bondoufle.                                                             | RN104 RN440 RN441 RN449 A10 |
| 7 - Ris-Orangis | Orașe deservite: Ris-Orangis, Grigny, Viry-Châtillon (nod rutier parțial). |                             |
| | Limitare la 110 km/h (sens Paris > Lyon). |                             |
| Intersecție | Nod rutier între RN104 și A6: A1 (Lille), A4 (Strasbourg, Nancy, Metz) A5 (Troyes), Corbeil-Essonnes, Sénart, Melun, Marne-la-Vallée, Évry-centru, Courcouronnes-S.N.E.C.M.A., Lisses-centru. | RN104 A1 A4 A5              |
| De la nodul rutier cu RN104-Est până la ieșirea 13.1: secțiune gratuită concesionată companiei APRR.                               | |                             |
| 9 - Villabé | Orașe deservite: Villabé, Lisses-centru, Mennecy. |                             |
| | Zone de servicii: Lisses (sens Paris > Lyon); Villabé (sens Lyon > Paris). |                             |
| | Pod peste Râul Essonne. |                             |
| 10 - Corbeil-Essonnes | Orașe deservite: Corbeil-Essonnes-centru, Mennecy (nod rutier parțial). | RD191                       |
| | Limitare la 130 km/h (sens Lyon-Paris). |                             |
| 11 - Le Coudray-Montceaux | Orașe deservite: Le Coudray-Montceaux, Mennecy, Auvernaux (nod rutier parțial). | RD948                       |
| 12 - Saint-Fargeau-Ponthierry | Oraș deservit: Saint-Fargeau-Ponthierry (nod rutier parțial). | RN337                       |
| | Trecerea din departamentul Essonne în departamentul Seine-et-Marne. |                             |
| | Limitare la 130 km/h (în ambele sensuri). |                             |
| 13 - Fontainebleau | Orașe deservite: Auxerre, Fontainebleau (nod rutier parțial). | RN37                        |
| 13.1 - Cély | Orașe deservite: Étampes, Melun, Milly-la-Forêt. | RD372                       |
| De la ieșirea 13.1 până la ieșirea 31.2: secțiune cu taxă în sistem închis, concesionată companiei APRR.                           | |                             |
| | Zonă de odihnă: Fleury (sens Lyon > Paris). |                             |
| | Punctul de taxare Fleury. |                             |
| | Zonă de odihnă: Fleury (sens Paris > Lyon). |                             |
| | Zonă de odihnă: Arbonne (sens Lyon > Paris). |                             |
| | Zone de servicii: Achères-la-Forêt (sens Paris > Lyon); Achères (sens Lyon > Paris). |                             |
| 14 - Ury | Oraș deservit: Malesherbes. | RD152                       |
| | Zonă de odihnă: Villiers (sens Paris > Lyon). |                             |
| 15 - Fontainebleau | Oraș deservit: Fontainebleau (nod rutier parțial). | RD607                       |
| | Pod peste râul Loing. |                             |
| 16 - Nemours | Orașe deservite: Montereau-Fault-Yonne, Nemours. | RD408                       |
| | Zone de servicii: Nemours (sens Paris > Lyon); Darvault (sens Lyon > Paris). |                             |
| Intersecție | Nod rutier între A77 și A6: Clermont-Ferrand, Nevers, Montargis, (nod rutier parțial). | A77                         |
| | Zone de odihnă: Sonville (sens Paris > Lyon); Floée (sens Lyon > Paris). |                             |
| | Trecerea din departamentul Seine-et-Marne în departamentul Loiret. Trecerea din regiunea Île-de-France în regiunea Centre-Val de Loire.                                                       |                             |
| | Zone de odihnă: Le Liard (sens Paris > Lyon); Égreville (sens Lyon > Paris). |                             |
| | Zone de odihnă: Le Parc Thierry (sens Paris > Lyon); La Roche (sens Lyon > Paris). |                             |
| | Trecerea din departamentul Loiret în departamentul Yonne. Trecerea din regiunea Centre-Val de Loire în regiunea Bourgogne-Franche-Comté.                                                      |                             |
| 17 - Courtenay | Orașe deservite: Villeneuve-sur-Yonne, Courtenay. | RD660 E60                   |
| Intersecție | Nod rutier între A19 și A6: A5 (Troyes, Paris-est), Sens; Orléans, Montargis. | A19 A5 E60 E511             |
| A6 E15 E60 | |                             |
| | Zonă de odihnă: Les Châtaigniers (sens Paris > Lyon). |                             |
| | Zone de servicii: La Réserve (sens Paris > Lyon); La Couline (sens Lyon > Paris). |                             |
| 18 - Joigny | Orașe deservite: Joigny, Toucy, Villeneuve-sur-Yonne, Château-Renard. |                             |
| | Zonă de odihnă: La Loupière (sens Lyon > Paris). |                             |
| | Zonă de odihnă: La Racheuse (sens Paris > Lyon). |                             |
| | Zonă de odihnă: Les Pâtures (sens Lyon > Paris). |                             |
| | Zonă de odihnă: La Biche (sens Paris > Lyon). |                             |
| 19 - Auxerre-nord | Orașe deservite: Auxerre, Joigny, Migennes. | RN6                         |
| | Pod peste Râul Yonne. |                             |
| | Zone de odihnă: Les Bois Impériaux (sens Paris > Lyon); Le Thureau (sens Lyon > Paris). |                             |
| 20 - Auxerre-sud | Orașe deservite: Auxerre, Tonnerre. | RN65                        |
| | Zone de servicii: Venoy - Chablis (sens Paris > Lyon); Venoy - Soleil Levant (sens Lyon > Paris).                                                                                             |                             |
| | Limitare la 130 km/h (sens Lyon > Paris). |                             |
| | Zonă de odihnă: La Grosse Tour (sens Paris > Lyon). |                             |
| | Zonă de odihnă: Le Buisson Rond (sens Lyon > Paris). |                             |
| | Zonă de odihnă: Le Chevreuil (sens Lyon > Paris). |                             |
| | Zonă de odihnă: La Couée (sens Paris > Lyon). |                             |
| 21 - Nitry | Orașe deservite: Tonnerre, Montbard, Vézelay. |                             |
| | Zonă de odihnă: Montmorency (sens Paris > Lyon). |                             |
| | Zonă de odihnă: Hervaux (sens Lyon > Paris). |                             |
| 22 - Avallon | Orașe deservite: Saulieu, Avallon. | RD646                       |
| | Zone de servicii: La Chaponne (sens Paris > Lyon) ; Maison-Dieu (Lyon > Paris). |                             |
| | Trecerea din departamentul Yonne în departamentul Côte-d'Or. |                             |
| | Zonă de odihnă: Genetoy (sens Lyon > Paris). |                             |
| | Pod peste Râul Serein. |                             |
| | Zonă de odihnă: Époisses (sens Paris > Lyon). |                             |
| | Zone de odihnă: Ruffey (sens Paris > Lyon) ; La Côme (sens Lyon > Paris). |                             |
| 23 - Bierre-lès-Semur | Orașe deservite: Semur-en-Auxois, Saulieu, Montbard. |                             |
| | Zone de odihnă: Fermenot (sens Paris > Lyon) ; Marcigny (sens Lyon > Paris). |                             |
| | Zone de servicii: Le Chien Blanc (sens Paris > Lyon) ; Les Lochères (sens Lyon > Paris). |                             |
| | Limitare la 130 km/h (în ambele sensuri). |                             |
| Intersecție | Nod rutier între A38 și A6: Dijon, Saulieu, Autun, Pouilly-en-Auxois. | A38                         |
| | Zone de odihnă: Le Chaignot (sens Paris > Lyon) ; La Repotte (sens Lyon > Paris). |                             |
| | Viaductul peste Râul Ouche. |                             |
| | Zonă de odihnă: La Garenne (sens Paris > Lyon). |                             |
| | Zonă de servicii: Le Creux Moreau (sens Lyon > Paris). |                             |
| | Zonă de servicii: La Forêt (sens Paris > Lyon). |                             |
| | Col de Bessey-en-Chaume (576 m) |                             |
| | Limitare la 110 km/h (sens Paris > Lyon). |                             |
| | Zonă de odihnă: Le Bois des Corbeaux (sens Lyon > Paris). |                             |
| | Zonă de odihnă: Le Rossignol (sens Paris > Lyon). |                             |
| | Zonă de odihnă: Savigny-lès-Beaune (sens Lyon > Paris). |                             |
| 24 - Beaune-nord | Orașe deservite: Beaune-centru, Beaune-Saint Nicolas, Savigny-lès-Beaune. | RD974                       |
| Intersecție | Nod rutier între A31 și A6: A5 (Lille, Paris, Troyes), A36 (Strasbourg, Mulhouse, Besançon), Dijon, Metz, Nancy.                                                                              | A31 A5 A36 E17 E21 E60      |
| A6 E15 E21 | |                             |
| 24 - Beaune-sud | Orașe deservite: Beaune-centru, Beaune-Hospices, Chagny. |                             |
| | Zone de servicii: Beaune - Tailly (sens Paris > Lyon) ; Beaune - Merceuil (sens Lyon > Paris).                                                                                                |                             |
| | Trecerea din departamentul Côte-d'Or în departamentul Saône-et-Loire. |                             |
| | Zone de odihnă: Le Curney (sens Paris > Lyon) ; La Loyère (sens Lyon > Paris). |                             |
| 25.1 - Chalon-nord | Orașe deservite: Chalon-sur-Saône, Z.I. Saônéor (nod rutier parțial). | RD906                       |
| 25.1 - Chalon-centre | Orașe deservite: Chalon-sur-Saône, Autun, Châtenoy-le-Royal, Chagny. | RD906                       |
| 26 - Chalon-sud | Orașe deservite: Montceau-les-Mines, Le Creusot, Lons-le-Saunier, Chalon-sur-Saône. | RN80 (RCEA) E607            |
| | Zone de servicii: La Ferté (sens Paris > Lyon) ; Saint-Ambreuil (sens Lyon > Paris). |                             |
| | Zone de odihnă: Jugy (sens Paris > Lyon) ; Boyer (sens Lyon > Paris). |                             |
| 27 - Tournus | Oraș deservit: Tournus. | RD906                       |
| | Zonă de odihnă: Farges (sens Paris > Lyon). |                             |
| | Zonă de odihnă: Uchizy (sens Lyon > Paris). |                             |
| | Limitare la 130 km/h (în ambele sensuri). |                             |
| | Zone de servicii: Mâcon - Saint-Albain (sens Paris > Lyon) ; Mâcon - la Salle (sens Lyon > Paris).                                                                                            |                             |
| | Pod peste Râul Mouge. |                             |
| 28 - Mâcon-nord | Orașe deservite: A40 (Bourg-en-Bresse), Mâcon-centru, Pont-de-Vaux, Mâcon-nord. | RD672 A40                   |
| Intersecție | Nod rutier între A40 și A6: Milano, Geneva, Bourg-en-Bresse (nod rutier parțial). | A40 E21                     |
| A6 E15 | |                             |
| 29 - Mâcon-sud | Orașe deservite: Moulins, Mâcon-centru, Charnay-lès-Mâcon, Thoissey, Cluny, Charolles, Mâcon-sud.                                                                                             | A406 RN79 (RCEA) RD62       |
| | Zone de odihnă: Crêches (sens Paris > Lyon) ; Les Sablons (sens Lyon > Paris). |                             |
| | Trecerea din departamentul Saône-et-Loire în departamentul Rhône. Trecerea din regiunea Bourgogne-Franche-Comté în regiunea Auvergne-Rhône-Alpes.                                             |                             |
| | Zonă de servicii: Dracé (sens Paris > Lyon). |                             |
| | Zonă de odihnă: Taponas (sens Lyon > Paris). |                             |
| 30 - Belleville | Orașe deservite: Belleville, Thoissey, Châtillon-sur-Chalaronne. |                             |
| | Zone de odihnă: Pâtural (sens Paris > Lyon) ; Boitray (sens Lyon > Paris). |                             |
| 31.1 - Villefranche-nord | Orașe deservite: Villefranche-sur-Saône, Jassans-Riottier, Villefranche-sur-Saône-nord. | RD306                       |
| 31.2 - Villefranche-ville | Orașe deservite: Roanne, Villefranche-sur-Saône-sud (nod rutier parțial). | RD306                       |
| | Punctul de taxare Villefranche-Limas. |                             |
| 31.2 - Villefranche-Limas | Orașe deservite: Villefranche-sur-Saône-centru, Jassans-Riottier (nod rutier parțial). | RD306                       |
| De la ieșirea 31.2 până la A89: secțiune cu taxă în sistem deschis, concesionată companiei APRR.                                   | |                             |
| Intersecție | Nod rutier între A46 și A6: A7 (Marsilia), A42 (Geneva), A43 (Torino, Chambéry, Grenoble), Lyon-est (nod rutier parțial).                                                                     | A46 A7 A42 A43 E15          |
| A6 | |                             |
| 32 - Anse | Orașe deservite: Quincieux, Anse (nod rutier parțial). | RD306                       |
| | Zonă de servicii: Les Chères (în ambele sensuri). |                             |
| Intersecție | Nod rutier între A466 și A6: A7 (Marsilia), A42 (Geneva), A43 (Torino, Chambéry, Grenoble), Lyon-est (nod rutier parțial).                                                                    | A466 A7 A42 A43 E70         |
| A6 E70 | |                             |
| | Trecerea din departamentul Rhône în departamentul Métropole de Lyon. |                             |
| Intersecție | Nod rutier între A89 și A6: Clermont-Ferrand, Roanne. | A89 E70                     |
| De la A89 până la ieșirea 33: secțiune gratuită concesionată companiei APRR.                                                       | |                             |
| A6 | |                             |
| 33 - Limonest | Orașe deservite: Mâcon, Villefranche-sur-Saône Limonest, Dardilly, Dardilly-Porte de Lyon. | RD306                       |
| A6 | |                             |
| De la ieșirea 33 până la M7: secțiune gratuită, neconcesionată, cu statut de drum expres, administrată de Métropole de Lyon (69M). | |                             |
| M6 | |                             |
| 34 - Dardilly-le Tronchon | Oraș deservit: Dardilly-le Tronchon (nod rutier parțial). |                             |
| | Zonă de servicii: Les Bruyères-Paisy (sens Lyon > Paris). |                             |
| | Zonă de servicii: Dardilly (sens Paris > Lyon). |                             |
| 34 - Dardilly-le Tronchon | Oraș deservit: Dardilly-le Tronchon (nod rutier parțial). |                             |
| | Limitare la 90 km/h (sens Paris > Lyon). |                             |
| 35 - Écully | Oraș deservit: Écully. |                             |
| Intersecție | Nod rutier între Bulevardul Periferic al Lyonului și M6: Geneva, Grenoble, Lyon-Porte de Vaise (nod rutier parțial).                                                                          |                             |
| 36 - Porte du Valvert | Orașe deservite: Lyon-Vaise, Tassin-la-Demi-Lune, Lyon-Porte du Valvert. |                             |
| | Viaductul peste Avenue Victor Hugo (Écully). |                             |
| | Viaductul Gorge-de-Loup. |                             |
| 37 - Tassin | Orașe deservite: Tassin-la-Demi-Lune, Lyon-Ménival. | RD307                       |
| 38 - Lyon-Saint Just | Cartiere deservite: Lyon-Saint Just, Lyon-Vaise. |                             |
| | Limitare la 70 km/h (sens Lyon > Paris). |                             |
| | Tunelul Fourvière. |                             |
| 39a - Vieux Lyon | Zone deservite: Office du Tourisme, Vieux-Lyon (nod rutier parțial). |                             |
| | Pod peste Saône. |                             |
| 39b - Perrache | Zone deservite: Lyon-centru, Gara Lyon-Perrache (nod rutier parțial). |                             |
| 39c - Part-Dieu | Cartier deservit: Lyon-Part-Dieu (nod rutier parțial). |                             |
| | Tunelul Perrache. |                             |
| 39 - Quais de Saône | Zonă deservită: Lyon-Quais de Saône (nod rutier parțial). |                             |
| M6 | |                             |
| M7 | |                             |

## Locuri turistice
- Paris: Turnul Eiffel, Notre-Dame, Champs-Élysées...
- Fontainebleau: Castelul, pădurea, obeliscul.
- Castelul Vaux-le-Vicomte.
- Auxerre: Catedrala, abația, centrul orașului.
- Joigny.
- Autun.
- Irancy: Vinuri roșii.
- Chablis: Vinuri albe.
- Arcy-sur-Cure.
- Sermizelles: Tabăra antică de la Cora[8].
- Avallon: Fortificațiile lui Vauban și turnul ceasului, valea Cousin[9].
- Vézelay: Bazilica.
- Savigny-sur-Orge: Castelul de la Savigny-sur-Orge.
- Semur-en-Auxois: Colegiata și fortificațiile.
- Saulieu: Bazilica.
- Éguilly: Castelul Éguilly[10].
- La Rochepot: Castelul La Rochepot[11].
- Beaune: Crame, Hospices de Beaune[12].
- Chalon-sur-Saône.
- Tournus: Biserica Saint-Philibert, exemplu unic al stilului romanic burgund.
- Mâcon: Stânca Vergisson.
- Villefranche-sur-Saône, regiunea Beaujolais și Țara Pietrelor Aurii.
- Lyon: Oraș inclus în patrimoniul mondial UNESCO.